# 이진주 (만화가)
이진주(본명: 이세권, 1952년 4월 2일 ~ )는 대한민국의 만화가이다. 딸의 이름 ‘진주’를 필명으로 사용하였다. 1988년 서울 YMCA 어린이만화모니터모임에서 제1회 어린이만화우수작가로 선정되었다. 본관은 하빈.

## 대표작
- 《달려라 하니》 - 1985년부터 1987년까지 만화 잡지 보물섬에 연재, 1988년에 애니메이션으로 제작되었다.
- 《천방지축 하니》2기
- 《슈퍼마켓 맹순이》
- 《8동 808호 맹순이》

## 수상
- 1994년 제4회 한국만화문화상 저작상 수상 - 《하니야 하늘땅 별땅》[2]